# Meester van Jean Rolin

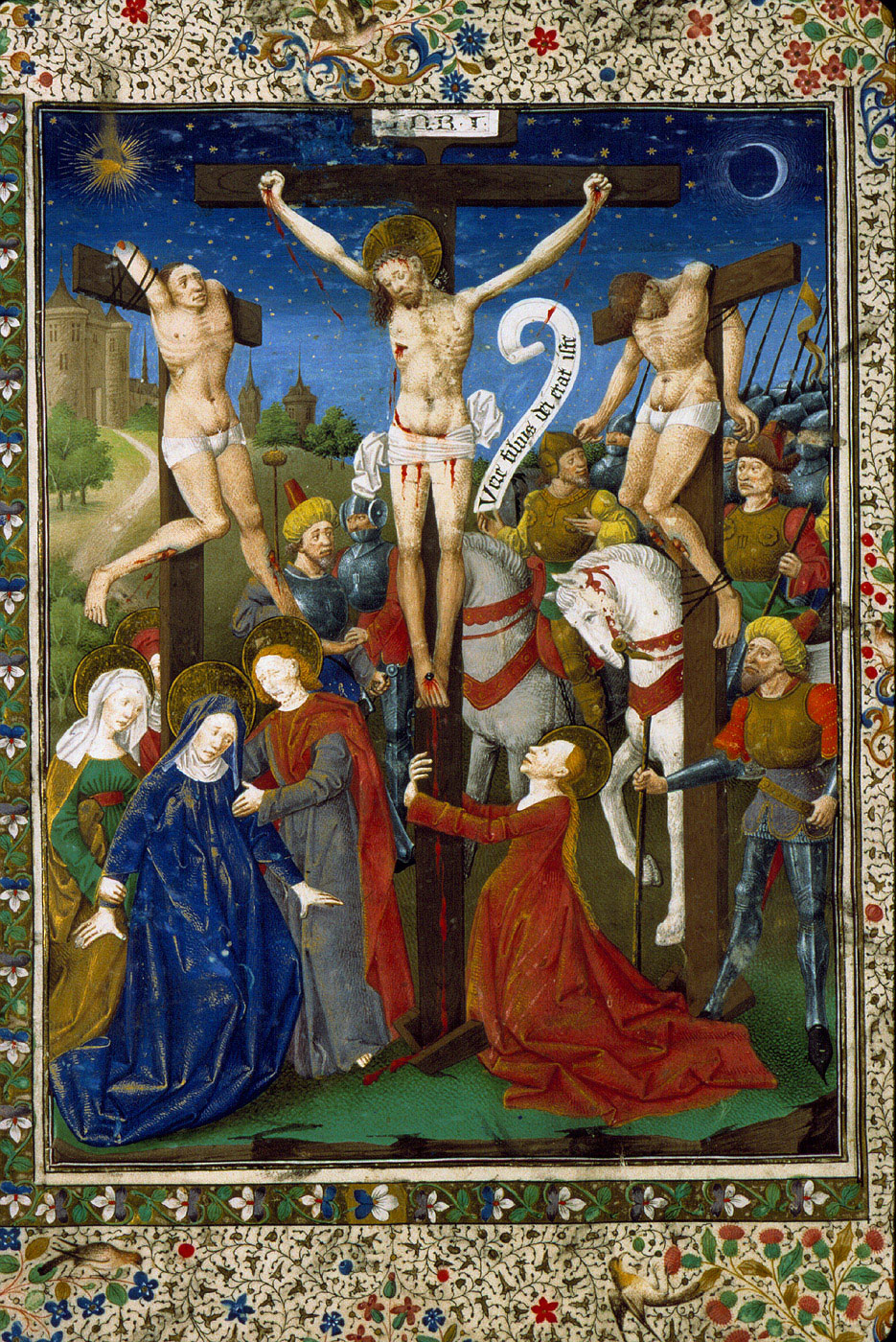
Kruisiging uit het missaal van Jean Rolin, Lyon, ms 517, f183v.

De Meester van Jean Rolin ook bekend als de Meester van de Horloge de Sapience was een boekverluchter die tussen 1440 en 1465 actief was in Parijs. Zijn noodnaam kreeg hij in 1963 van Eleanor P. Spencer, en die verwijst naar de handschriften die hij verluchtte voor kardinaal Jean Rolin II, onder meer de missalen nu bewaard in Autun (Autun, Bib. Mun., MSS 108A en 114A) en in Lyon (Lyon, Bib. Mun., MS. 517), maar vooral naar de originele miniaturen die hij maakte in de Horloge de Sapience, een Franse vertaling van het werk van Hendrik Seuse, nu bewaard in de Koninklijke Bibliotheek van België te Brussel. De tweede noodnaam, de Meester van de Horloge de Sapience werd enkele jaren later (in 1974) eveneens voorgesteld door Eleanor Spencer, maar de eerste naam was toen al ingeburgerd.

## Biografie
Sommige elementen in de stijl van de Rolin-meester kunnen afgeleid zijn van het werk van Jan van Eyck en hij kende blijkbaar ook het werk van Rogier van der Weyden, maar zijn opleiding kreeg hij in een Parijs atelier. Er is werk van hem teruggevonden in een getijdenboek dat verlucht werd in de stijl van de Bedford-meester (British Library, Add. Ms. 25695) en eveneens in een werk van de hand van de Bedford-meester zelf (Österreichische Nationalbibliothek Cod. 1840). Zijn dikwijls archaïsche composities doen denken aan de Boucicaut-meester en de Bedford-meester. De miniaturen In de Horloge de Sapience in Brussel zijn daarentegen veel innovatiever.
Sommigen situeren hem als een medewerker van de Dunois-meester, ze hebben onder meer samengewerkt aan het getijdenboek van Simon de Varie, en als voorloper van de eveneens anonieme miniaturist gekend als Maître François, die de leidende Parijse miniaturist was in de volgende generatie.
Het feit dat deze miniaturist in enkele handschriften de enige illustrator is en in andere gevallen duidelijk meewerkte aan een gezamenlijk project, laat toe te veronderstellen dat deze meester zijn eigen atelier had, maar dat hij ook werd aangezocht om mee te werken aan projecten waarin meerdere artiesten betrokken waren, of in het afwerken van vroegere onvoltooid gebleven werken.

## Stijl

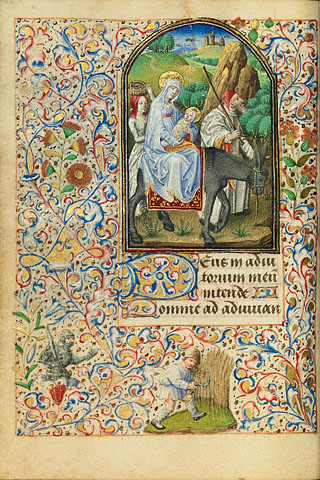
Getijdenboek van Simon de Varie, J. Paul Getty Museum, Ms. 7, f28v.

De figuren die deze meester schildert zijn goed geproportioneerd, levendig met zekere houding en bewegingen. Ze zijn expressief en de gezichten drukken emoties uit. De schilder geeft de voorkeur aan afbeeldingen van gezichten in drie kwart zicht eerder dan frontaal of in profiel. De meeste personen worden staand afgebeeld, maar ook geknielde of zittende figuren zijn geen probleem. Meerdere figuren in een miniatuur zijn door houding, blik en bewegingen duidelijk in contact met elkaar. Hij maakt ook duidelijk een onderscheid in zijn personages in functie van hun sociale status. Hooggeplaatsten hebben een elegante fysiek, ze hebben een hoofd met brede kaaksbeenderen, mooie slapen, een smalle mond en kin. Boeren en personen van de lagere klassen zijn klein, gedrongen, hebben een laag voorhoofd en dikke neuzen. De ruimtelijke voorstelling is vrij goed en de miniaturist probeert het perspectief te respecteren, maar zelfs met de hulp van betegelde vloeren en muren in metselwerk slaagt hij daar niet altijd in. De landschappen zijn vrij traditioneel met gras op de voorgrond, glooiend land met heuvels en veldwegels, struikachtige bomen, rotsen vergezichten met een rivier, velden en steden in de verte. De schilder maakte gebruik van het atmosferisch perspectief. Hij gebruikte een evenwichtige spreiding van briljante kleuren om het oog van de toeschouwer naar het kernpunt van het beeld te leiden.

## Werken
Op basis van de lijst opgegeven door Peter Rolf Monks.
- Missalen voor gebruik in Autun, Autun, Bibliothèque Municipale, MSS 108A en 114A).
- Missaal voor gebruik in Autun, Lyon, Bibliothèque municipale de Lyon, MS. 517).
- Getijdenboek van Simon de Varie, Den Haag, Koninklijke Bibliotheek (Nederland), Ms. 74 G 37 en Ms. 74 G 37a; Los Angeles, J. Paul Getty Museum (Ms. 7).[7]
- Horloge de Sapience, Brussel, Koninklijke Bibliotheek van België te Brussel, Ms IV 111.
- Getijdenboek, British Library, Add. MS. 25695.[8]
- Getijdenboek, Österreichische Nationalbibliothek, Cod. 1840)
- Getijdenboek voor gebruik in Parijs,in samenwerking met de meester van de Gouden Legende van München, British Library, Egerton 2019.[9]
- Getijdenboek, Baltimore (Maryland), Walters Art Museum, MS. Walters 251

-
- Gemeinsame Normdatei: 121998401
- International Standard Name Identifier: 0000 0000 8100 0408
- Library of Congress Control Number: nr98025016
- Union List of Artist Names: 500121287
- Virtual International Authority File: 20552090